# Pitch Perfect: Bumper in Berlin
Pitch Perfect: Bumper in Berlin est une série télévisée américaine en six épisodes d'environ 30 minutes développée par Megan Amram et Elizabeth Banks basée sur des personnages créés par Kay Cannon. Il s'agit d'une série dérivée de la série de films The Hit Girls / La Note Parfaite (Pitch Perfect). Elle a été mise en ligne le 23 novembre 2022 sur la plateforme Peacock, et diffusée depuis le 8 décembre 2022 sur W Network au Canada.
Cette série est inédite dans tous les pays francophones.

## Distribution
- Adam DeVine : Bumper Allen
- Flula Borg : Pieter Krämer[4]
- Sarah Hyland : Heidi[5]
- Jameela Jamil : Gisela[5]
- Lera Abova : DJ Das Boot[5]

## Production
Le 9 janvier 2023, la série est renouvelée pour une deuxième saison. Peacock annule le renouvellement en septembre 2023, durant la grève de la Writers Guild of America de 2023.

## Épisodes
1. Backpfeifengesicht / A Face in Need of a Slap
2. Torschlusspanik / The Feeling That Your One Window of Opportunity Is Closing
3. Verschlimmbessern / To Make Something Worse While Trying to Make It Better
4. Streicheleinheit / The Feeling of Yearning for Love and Affection
5. Mutterseelenallein / The Mother of All Loneliness
6. Lebensabschnittspartner / The Person You Are with at the Moment